# Teltower Eisenbahn
| Streckennummer: | 6517                 |                 |                 |
| Streckenlänge: | 7,92 km              |                 |                 |
| Spurweite: | 1435 mm (Normalspur) |                 |                 |
| |                      |                 |                 |
| \| \| \| von Berlin \| \| \| \| Teltow \| \| \| \| nach Halle \| \| \| \| Nordflug-Werke \| \| \| \| Anschlüsse \| \| \| \| zur Straßenbahn \| \| \| \| Hafen \| |                      |                 |                 |
| Strecke |                      | von Berlin      | von Berlin      |
| Bahnhof |                      | Teltow          | Teltow          |
| Abzweig ehemals geradeaus und nach links |                      | nach Halle      | nach Halle      |
| Dienststation / Betriebs- oder Güterbahnhof (Strecke außer Betrieb)                                                                                              |                      | Nordflug-Werke  | Nordflug-Werke  |
| Dienststation / Betriebs- oder Güterbahnhof (Strecke außer Betrieb)                                                                                              |                      | Anschlüsse      | Anschlüsse      |
| Abzweig geradeaus und nach links (Strecke außer Betrieb) |                      | zur Straßenbahn | zur Straßenbahn |
| Betriebs-/Güterbahnhof Streckenende (Strecke außer Betrieb) |                      | Hafen           | Hafen           |

Die Teltower Eisenbahn AG besaß in der ehemaligen Hauptstadt  des industriereichen Landkreises Teltow am Südrande Berlins eine ausschließlich dem Güterverkehr dienende acht Kilometer lange Eisenbahnstrecke. Sie verband den Staatsbahnhof an der Berlin-Anhaltischen Eisenbahn mit dem Hafen am Teltowkanal.

Aktie der Teltower Eisenbahn von 1923

Die Strecke war am 22. Juli 1909 durch die Teltower Industriebahn GmbH eröffnet worden, an der vor allem Industrieunternehmen beteiligt waren. Der Kreis Teltow hatte die Betriebsführung übernommen, die immer wieder zu Verlusten führte, welche die Gesellschafter nicht länger tragen wollten. Daher übertrug man diese Aufgabe an ein erfahrenes Unternehmen, die Allgemeine Deutsche Eisenbahn-Betriebs-GmbH (ADEG). Deren Konzernmutter – die Allgemeine Deutsche Kleinbahn-Gesellschaft (ADKA) – gründete zusammen mit 15 Unternehmen und vier Privatleuten am 1. Dezember 1922 die Teltower Eisenbahn AG; in ihr ging 1928 die Teltower Industriebahn GmbH auf.
Das Verkehrsaufkommen entwickelte sich in den folgenden Jahren gut. Nach Ende des Zweiten Weltkrieges übernahmen die VVB Landesbahnen Brandenburg die Industriebahn, bis sie am 1. April 1949 der Deutschen Reichsbahn übergeben wurde. Der Betrieb auf dem Hauptteil der Strecke zwischen Teltow und Teltow West endete am 31. Dezember 1994, die restlichen Stilllegungen folgten im April 1998.  
Die Teltower Eisenbahn ist nicht identisch mit den Teltower Kreisbahnen, einem Straßenbahnbetrieb.